# بطلينوس العملاق الأزرق
البطلينيوس العملاق الأزرق (الاسم العلمي: Tridacna maxima) هو نوع من ذوات المصراعين الرخويات يصل عرضها إلى 30 سم، تنتشر في جميع أنحاء المحيط الهندي والمحيط الهادي، تسطوطن الشعاب المرجانية.

## الوصف
الأطراف الزاهية الألوان لرداء البطلينوس ذي الصدفتين، تشتمل على ملايين الطحالب المجهرية.
تستضيف البطلنيوسات العملاقة تلك الطحالب في نَسجِها، وبالمقابل تتقاسم معها الغذاء الذي
تنتجه بالتقاطها الطاقة الشمسية عن طريق التخليق الضوئي (تركيب ضوئي). وبتصفية الماء
من حولها، فإنها تلتقط أيضًا جُزيئاتٍ غذائية.

### التكاثر
تُطلقُ النَّطافُ (الحييّات المنوية) والبُييضات في الماء، وتنجرف اليرقات مع علق البحر
قبل أن تستقر في أحد الشعاب وتتحول إلى محار بالغ.

## معرض صور

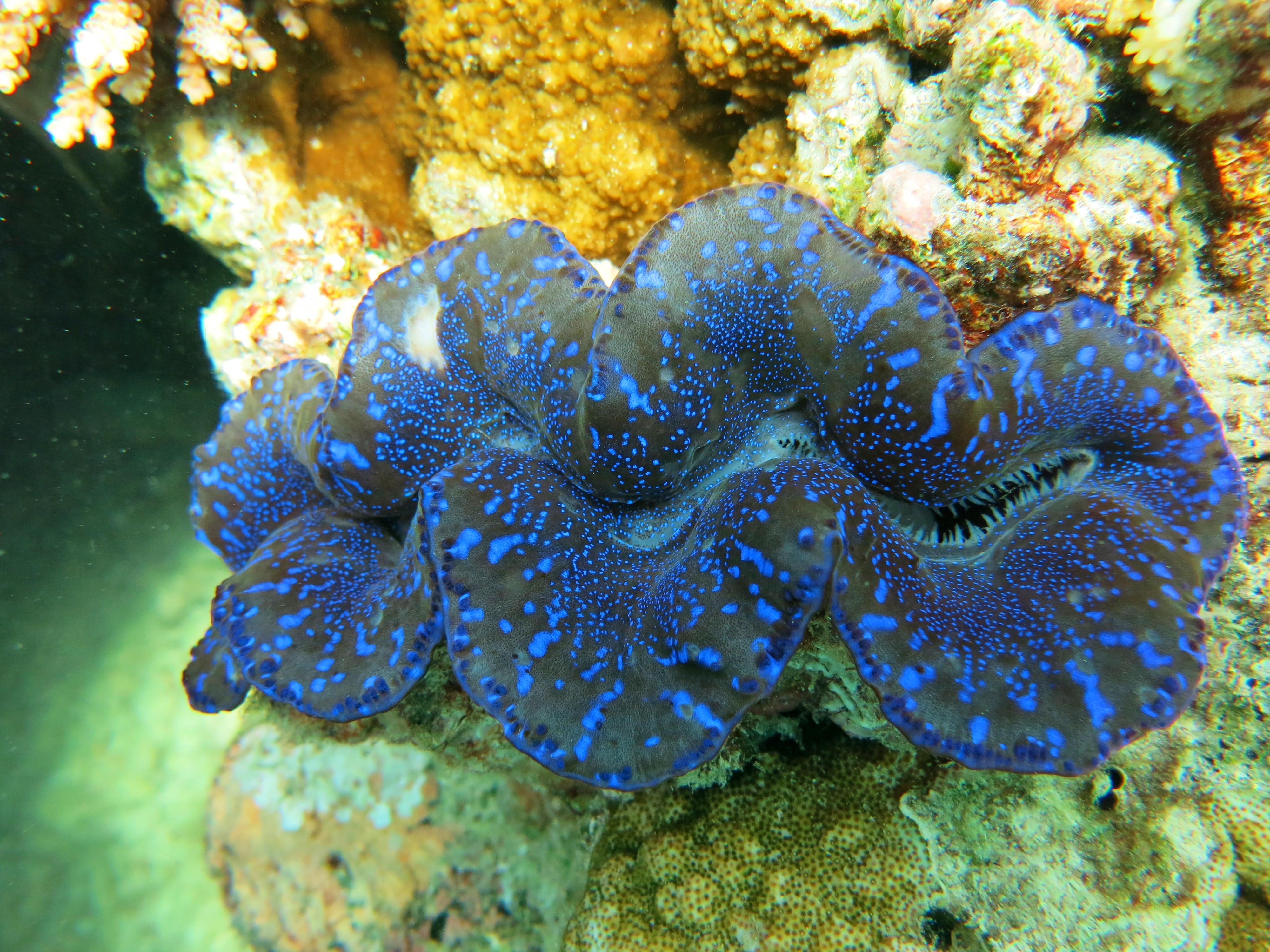
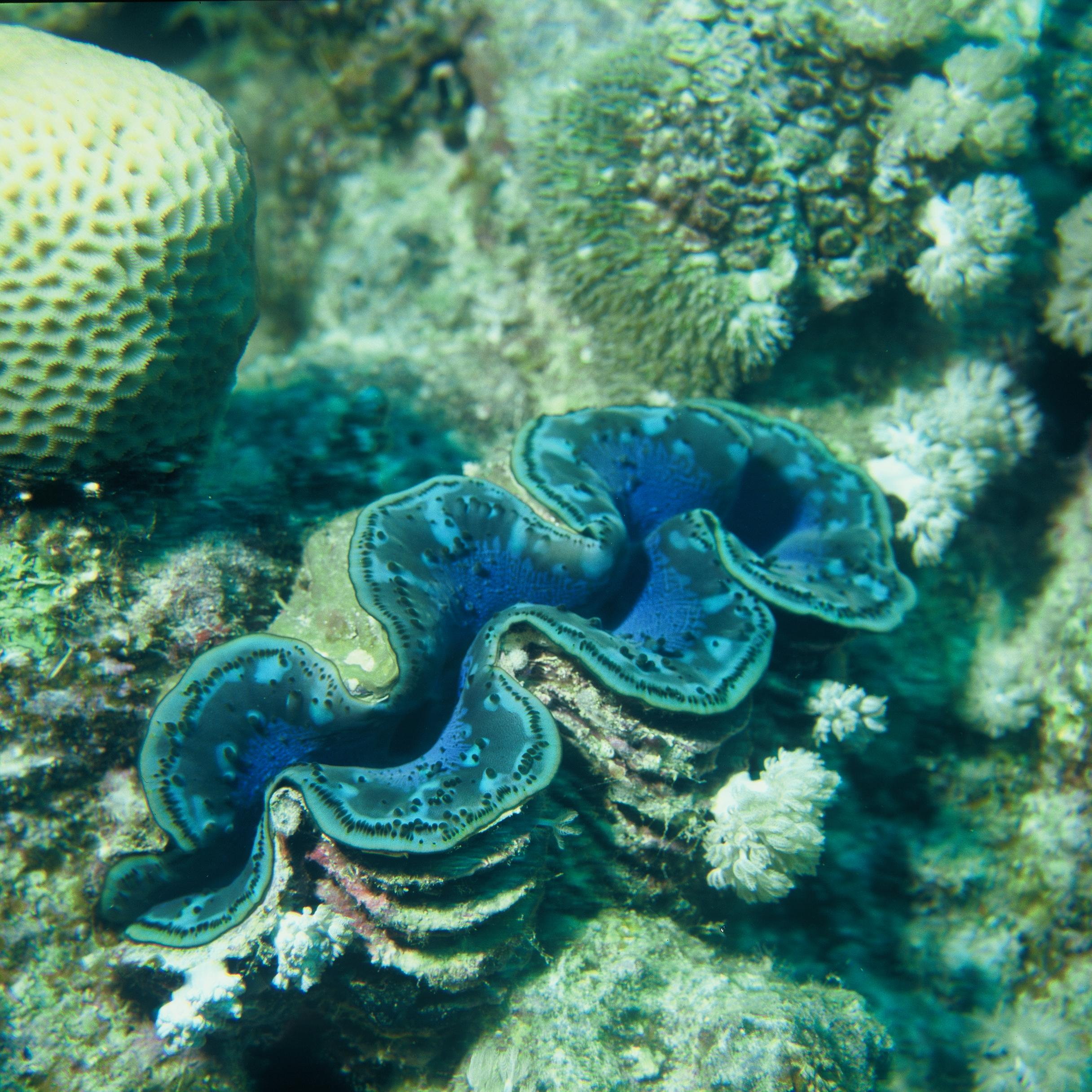
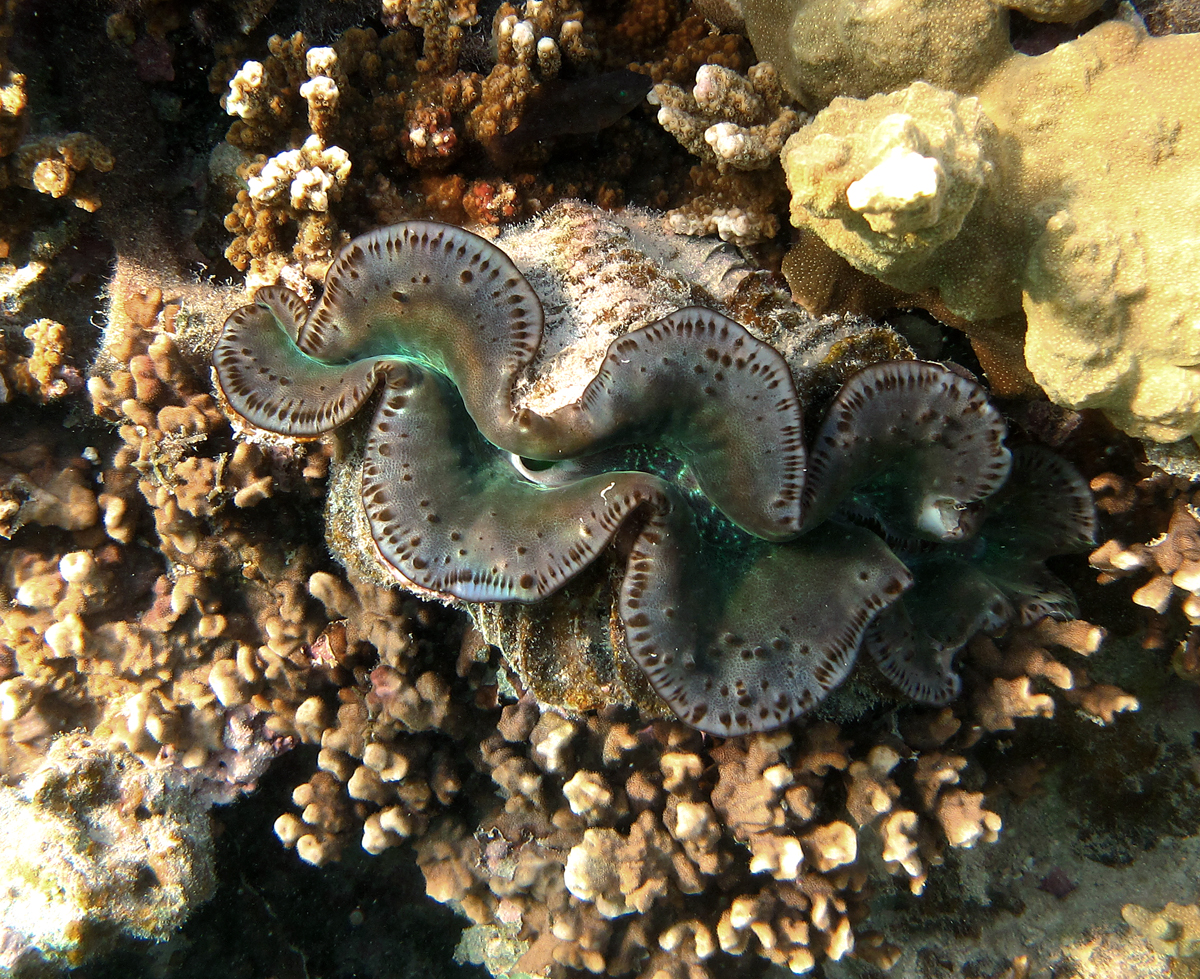
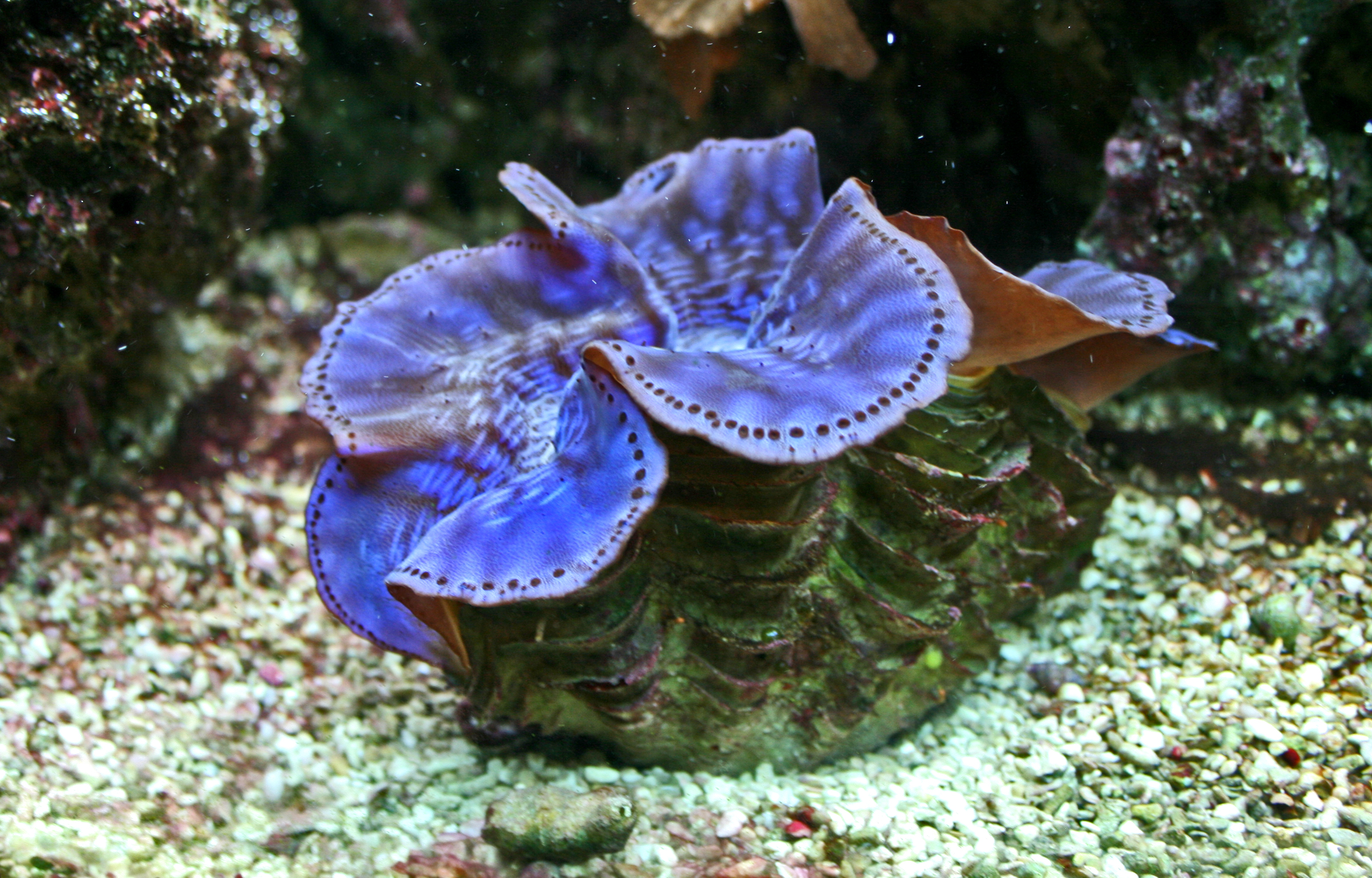
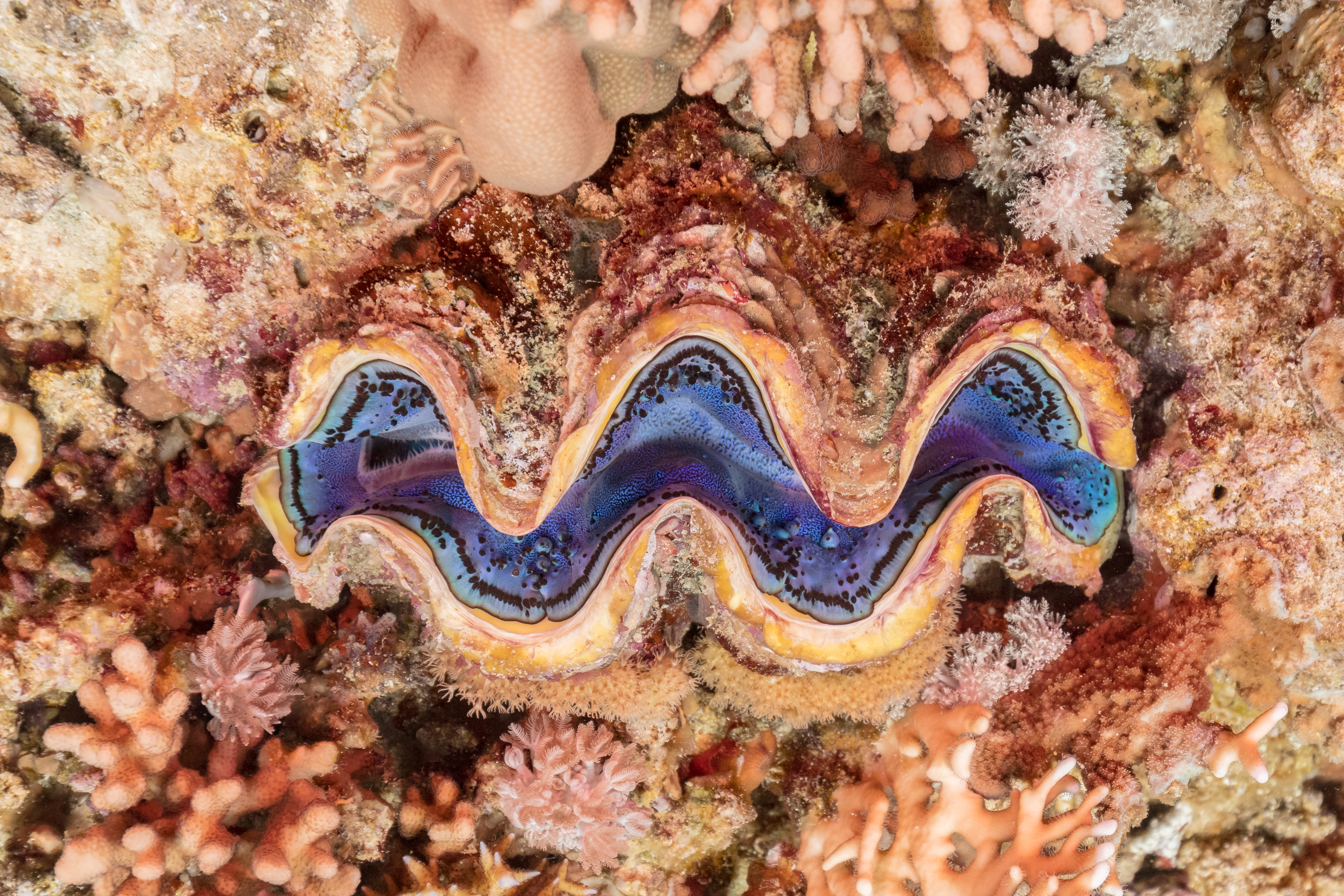